# Ikki Kajiwara
Ikki Kajiwara (梶原 一騎, Kajiwara Ikki, 4 septembre 1936 – 21 janvier 1987), était un écrivain, scénariste de manga. Il utilisait également le pseudonyme Asao Takamori (高森 朝雄, Takamori Asao).

## Principales œuvres
- Kyojin no hoshi (巨人の星?, « L'Étoile des géants »), 1966-1971, avec Noboru Kawasaki (en)
- Yūyake Banchō (夕やけ番長?), 1967-1971, avec Toshio Shōji (ja)
- Otoko no jōken (男の条件?), 1968, avec Noboru Kawasaki
- Tiger Mask (タイガーマスク, Taigā masuku?), 1968-1971, avec Naoki Tsuji (ja)
- Akakichi no eleven (赤き血のイレブン, Akakichi no erebun?), 1968-1971, avec Mitsuyoshi Sonoda (en)
- Ashita no Joe (あしたのジョー, Ashita no Jō?), 1968-1973 (Glénat collection Vintage 2010), avec Tetsuya Chiba
- Kick no oni (キックの鬼ー, Kikku no oni?), 1969-1971, avec Kentarō Nakajō (ja)
- Karate baka ichidai (空手バカ一代?), 1971-1977, avec Jiro Tsunoda (ja) et Jōya Kagemaru (ja)
- Ai et Makoto (愛と誠, Ai to Makoto?, signifie également « Amour et sincérité »), 1973-1976, avec Takumi Nagayasu
- Une femme de Shōwa (昭和一代女, Shōwa ichidai onna?), 1977-1978 (Kana 2017), avec Kazuo Kamimura
- Zansatsusha (斬殺者?), 1979, avec Gōseki Kojima
- Pro Wrestling Superstar Retsuden (プロレススーパースター列伝?), 1980-1983, avec Kunichika Harada (ja)

Il remporta le prix du manga Kōdansha à deux reprises : en 1967 pour Kyojin no hoshi et en 1975 pour Ai et Makoto.